# Čatyntau
Čatyntau, též Čatyn-Tau (gruzínsky ჩათინი, též ჩათინთაუ, rusky Чатынтау, Чатын-Тау) je štít na hlavním hřebeni Velkého Kavkazu. Jeho nadmořská výška je 4412 m. Jeho sousedy jsou směrem na jihozápad Ušba (4700 m n. m.), na severozápad Pik Ščurovského (4277 m n. m.). Vrcholem prochází hranice mezi Gruzií a Kabardsko-balkarskou republikou v Rusku.